# Булдеєво
Булде́єво (рос. Булдеево, чув. Çырмапуç) — присілок у складі Цівільського району Чувашії, Росія. Адміністративний центр Булдеєвського сільського поселення.
Населення — 175 осіб (2010; 179 у 2002).
Національний склад:
- чуваші — 99 %